# 17844 Джатсон
17844 Джатсон (17844 Judson) — астероїд головного поясу, відкритий 21 квітня 1998 року.
Тіссеранів параметр щодо Юпітера — 3,292.